# 犬伏駅 (徳島県)
犬伏駅（いぬぶしえき）は、かつて徳島県板野郡板野町犬伏に存在した日本国有鉄道（国鉄）鍛冶屋原線の駅（廃駅）である。電報略号は、イヌ。

## 歴史
- 1923年（大正12年）2月15日：阿波電気軌道（後の阿波鉄道）池谷 - 鍛冶屋原間開業と同時に開設[1]。
- 1933年（昭和8年）7月1日：阿波鉄道が国有化され国鉄阿波線の駅となる[2]。
- 1943年（昭和18年）11月1日：レール供出のため営業休止[3]。
- 1947年（昭和22年）7月15日：営業再開[4]。
- 1956年（昭和31年）12月1日：手小荷物取扱中止。無人駅化[5]。
- 1972年（昭和47年）1月16日：鍛冶屋原線廃線と同時に廃止[6]。

## 廃止時の構造
ホーム1面1線。ホームに隣接して木造駅舎が建っていた。

## 駅周辺
当項では廃止後の周辺施設や道路を解説する。
- 徳島県道12号鳴門池田線
- 犬伏コミュニティセンター
- ローソン板野犬伏店
- ファミリーマート板野犬伏店
- 稲富歯科医院
- JA板野郡阿波松阪支所野菜集出荷場
- 徳島バス「犬伏」停留所（あすたむらんど徳島便は経由しない）

## 現況
駅跡には犬伏コミュニティセンターが建てられた。廃線後40年が過ぎ、周辺の雰囲気が大きく様変わりし、この地に駅があったことを知らない世代も増えてきたことを受け、1998年（平成10年）3月1日、コミュニティセンター敷地内に「国鉄犬伏駅跡」の碑が板野町によって建てられている。

## 隣の駅
日本国有鉄道
鍛冶屋原線
板野駅 － 犬伏駅 － 羅漢駅